# 5847 Wakiya
5847 Wakiya (1989 YB) là một tiểu hành tinh vành đai chính được phát hiện ngày 18 tháng 12 năm 1989 bởi Endate và Watanabe ở Kitami.